# 1014

## Události
- nové vraždění Vršovců v Čechách
- Jindřich II. byl Benediktem VIII. korunován na císaře Svaté říše římské
- vsuvka filioque definitivně zakotvena v západní církvi
- bitva u Clontarfu – irský velekrál Brian Boru porazil spojené síly irských Vikingů, sám ale v bitvě padl, což vedlo k novému rozdrobení Irska
- po smrti Svena I. se Ethelred II. vrací do Anglie a znovu se ujímá vlády

## Úmrtí
- 3. února – Sven I., král Anglie (* cca 960)
- 23. dubna – Brian Boru, irský velekrál (* 941)
- 6. října – Samuel I., bulharský car (* 958)

## Hlavy států
- České knížectví – Oldřich
- Svatá říše římská – Jindřich II.
- Papež – Benedikt VIII.
- Anglické království – Sven Vidlí vous – Ethelred II.
- Francouzské království – Robert II.
- Polské knížectví – Boleslav I. Chrabrý
- Uherské království – Štěpán I.
- Byzanc – Basileios II. Bulgaroktonos
- Bulharsko – Samuel
- Chorvatsko – Křesimír III.
- Afghánistán – Mahmúd
- Čína – Šeng-cung (dynastie Liao), Čen-cung (dynastie Severní Sung)
- Lucembursko – Jindřich I.
- Gruzie – Bagrad III. Sjednotitel